# Religioni in Tanzania

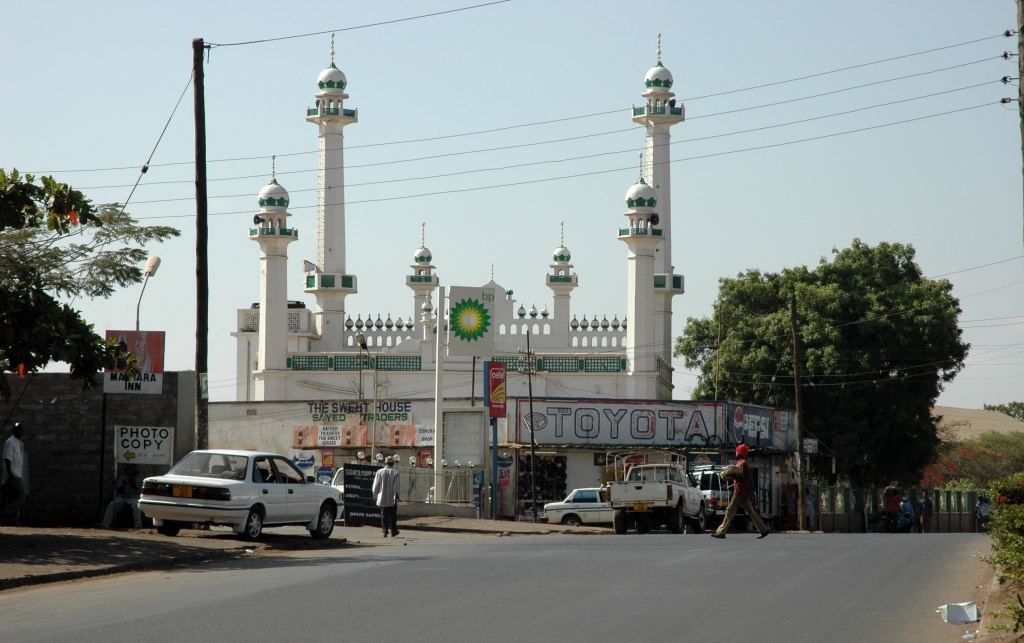
Moschea di Moshi

Non esistono dati statistici ufficiali sulla religioni in Tanzania, poiché dopo il 1967 il governo ha escluso questo tema dai censimenti per problemi economici ma soprattutto politici.
Secondo stime del Pew Research Center riferite al 2010, il cristianesimo è la maggiore religione della Tanzania e i cristiani rappresentano circa il 61% della popolazione; la seconda religione è l'islam, seguita da circa il 35% della popolazione; il 2% circa della popolazione segue le religioni africane tradizionali; lo 0,5% circa della popolazione segue altre religioni; il rimanente 1,5% della popolazione non segue alcuna religione. Secondo stime dell'Association of Religion Data Archives (ARDA) riferite al 2015, i cristiani rappresenterebbero circa il 55% della popolazione, i musulmani circa il 30% e le religioni africane tradizionali circa l'11,5%; lo 0,5% circa della popolazione non seguirebbe alcuna religione e la restante parte della popolazione seguirebbe altre religioni. È comunque possibile, come avviene in altri stati dell'Africa, che una parte dei cristiani e dei musulmani segua contemporaneamente alcune pratiche e credenze animiste delle religioni africane tradizionali.
La costituzione garantisce la libertà di religione, diritto che viene salvaguardato anche nella pratica politica. La libertà religiosa comprende anche la facoltà di cambiare la propria religione; i diritti religiosi possono essere limitati solo per la tutela dell'ordine pubblico e della sicurezza nazionale. Le organizzazioni religiose devono registrarsi presso il Ministero degli Affari interni; le organizzazioni musulmane devono inviare una copia della lettera di approvazione al Consiglio Nazionale Musulmano della Tanzania. Nelle scuole pubbliche l'insegnamento della religione non è obbligatorio, ma è consentito; l'attivazione dei corsi è deciso congiuntamente dagli insegnanti e da rappresentanti dei genitori e l'insegnamento è effettuato da volontari o dagli stessi genitori. Gli studenti devono dichiarare la loro religione, in modo da essere correttamente indirizzati ai corsi che la scuola offre; alle studentesse musulmane è consentito indossare il hijab, ma non il niqab. L'insegnamento della religione può essere effettuato anche nelle scuole private. Nelle carceri è obbligatorio registrare l’affiliazione religiosa di ogni prigioniero, in modo da potere organizzare nel carcere momenti di culto per i detenuti. Nell'isola di Zanzibar, in maggioranza musulmana, è possibile per i musulmani rivolgersi alle corti islamiche per questioni riguardanti il diritto di famiglia o le questioni civili regolate dalla legge islamica. A Zanzibar, il Gran Mufti è nominato dal presidente dell'isola, mentre sulla parte continentale del Paese è nominato dal Consiglio Nazionale Musulmano della Tanzania. Nonostante la libertà religiosa sia garantita, ci sono stati tuttavia episodi di tensione fra le comunità islamica e cristiana, e fra musulmani secolari e fondamentalisti.

## Religioni presenti

### Cristianesimo
La maggioranza dei cristiani tanzaniani sono cattolici (circa il 31% della popolazione); i protestanti sono circa il 29% della popolazione e i cristiani di altre denominazioni sono circa l'1% della popolazione. Altre stime danno i cattolici al 31%, i protestanti al 27% e i cristiani di altre denominazioni al 3%.
La Chiesa cattolica è presente in Tanzania con 7 sedi metropolitane e 28 diocesi suffraganee. 
I maggiori gruppi protestanti presenti in Tanzania sono i luterani, gli anglicani, i battisti, i pentecostali e i moraviani; sono inoltre presenti metodisti, presbiteriani e avventisti. 
La Chiesa ortodossa è presente in Tanzania con la Diocesi di Arusha e della Tanzania centrale, che dipende dal Patriarcato greco-ortodosso di Alessandria. Gli ortodossi rappresentano meno dello 0,1% della popolazione.
Fra i cristiani di altre denominazioni, sono presenti la Chiesa di Gesù Cristo dei Santi degli Ultimi Giorni (i Mormoni) e i Testimoni di Geova. 

### Islam
Il 99% della popolazione dell'arcipelago di Zanzibar è musulmana. Altrove, l'islam è diffuso soprattutto sulla costa dell'Oceano Indiano, con comunità di rilievo anche nei principali centri urbani dell'entroterra. I musulmani della Tanzania sono in maggioranza sunniti (circa il 14% della popolazione), con minoranze di sciiti (circa il 7% della popolazione), ahmadiyya (circa il 6% della popolazione) e piccoli gruppi di ibadi, ismailiti, sufi e gruppi non denominazionali.

### Religioni africane
Alcuni studiosi stimano che le religioni africane tradizionali continuino in qualche modo ad essere seguite in Tanzania da circa un terzo della popolazione. Tali religioni credono in un Dio supremo e negli spiriti. Molti tanzaniani, nel dare il nome ai loro figli, aggiungono al nome cristiano o musulmano il nome africano di un antenato, per sottolineare un legame con il mondo ancestrale degli spiriti. In caso di malattie e sfortuna, molti tanzaniani si rivolgono ai guaritori e alle loro pratiche tradizionali.

### Altre religioni
In Tanzania sono presenti piccoli gruppi di ebrei, bahai, induisti e buddhisti.